# 트룹
《트룹》(영어: The Troop)은 2009년 9월 12일부터 2013년 5월 8일까지 방영된 미국의 시트콤이다.